# Stacks 區塊鏈
Stacks 專案，前身為 Blockstack，是一個用於構建智慧型合約和去中心化區塊鏈應用程式的開放原始碼平臺。 Stacks 區塊鏈連結到比特幣以啟用應用程式和智慧型合約。 除了智慧型合約，Stacks 專案還提供用於身份驗證和資料存儲的開放原始碼軟體。

## 設計
圍繞互聯網隱私、安全和數據洩露的擔憂引起了 Stacks 專案的關注。 軟件開發者使用 Stacks 軟體構建流行服務的去中心化替代方案。 Stacks (STX) 代幣是 Stacks 區塊鏈的原生的加密貨幣，被用來執行智慧型合約和處理交易的礦工燃料費（Gas fee）。

## 歷史
Stacks 項目最初由 Muneeb Ali 和 Ryan Shea 以 Blockstack 的型式發起。 STX 成為 2019 年第一個美國證券交易委員會（SEC）所認可的合格代幣發行。 Blockstack PBC 是一家致力於 Stacks 技術的公司，通過風險投資和代幣銷售籌集了約 7500 萬美元。 主要的 Stacks 區塊鏈於 2021 年 1 月推出。

## 應用程式

### CityCoins
CityCoins 項目已經為邁阿密和紐約市推出了同質化代幣。 2021 年 9 月，邁阿密市專員投票接受當時價值 2100 萬美元的協議國庫。 邁阿密市幣的價值暴跌，因此 Stacks 向邁阿密市捐贈了 525 萬美元。